# Неофіт (Неводчиков)
Архієпископ Неофіт (в миру Микола Васильович Неводчиков; 1822, Санкт-Петербург — 10 (23) березня 1910 Ізмаїл) — єпископ Православної російської церкви, архієпископ Кишинівський і Хотинський. Духовний письменник.

## Біографія
Походив з шляхетської родини. Згодом його батько служив секретарем Катеринославської Духовної консисторії. Початкову освіту отримав в Катеринославській духовній семінарії. У 1844 році закінчив Московську духовну академію зі ступенем кандидата богослов'я. З 1844 по 1850 рік був особистим секретарем дипломата і теолога Олександра Стурдзи. В його будинку в Одесі спілкувався з багатьма відомими діячами літератури, мистецтва і церкви. Неодноразово зустрічався в Одесі з Миколою Гоголем, що приїжджав до Одеси. З 1 листопада 1850 року — викладач Кишинівської семінарії. 18 травня 1858 року висвячений на священика і визначений законовчителем Одеського сирітського будинку.
З 1861 року — викладач Одеської духовної семінарії.
З 15 грудня 1864 року — інспектор Херсонської духовної семінарії.
З 1868 року — законовчитель Одеського комерційного училища і Одеської 2-й прогімназії.
3 квітня 1876 возведений у сан протоієрея.
17 травня 1880 пострижений в чернецтво, а 25 травня зведений в сан архімандрита.
10 серпня 1880 хіротонізований в Одесі в єпископа Єлисаветградського, вікарія Херсонської єпархії. Одночасно стає настоятелем Одеського Успенського чоловічого монастиря.
З 6 серпня 1883 року — єпископ Туркестанський і Ташкентський.
Мужньо переніс землетрус 1887 року, відспівав його жертв, відновив зруйновані храми.
З 21 листопада 1892 року — архієпископ Кишинівський і Хотинський.
26 січня 1898 році звільнений на покій через похилий вік в Ізмаїльський архієрейський будинок Кишинівської єпархії.
З 1901 року проживав у приватному будинку в Ізмаїлі. Літературних і церковно-історичних праць не залишав до глибокої старості.
Помер 10 (22) березня 1910 року.